# Lotus E21
Lotus E21 — гоночный автомобиль команды Lotus F1 Team, разработанный и построенный для участия в Чемпионате мира по автогонкам в классе Формула-1 сезона 2013 года. Буква «E» в названии модели — сокращение от Энстоун (Enstone), населенного пункта, в котором располагается база команды Lotus; цифра двадцать один означает 21 автомобиль Формулы-1, созданный на базе (где с 1992 года создавались автомобили Benetton, а потом Renault).

## Презентация
Презентация шасси состоялась 28 января 2013 года .

## Предсезонные и внутрисезонные тесты

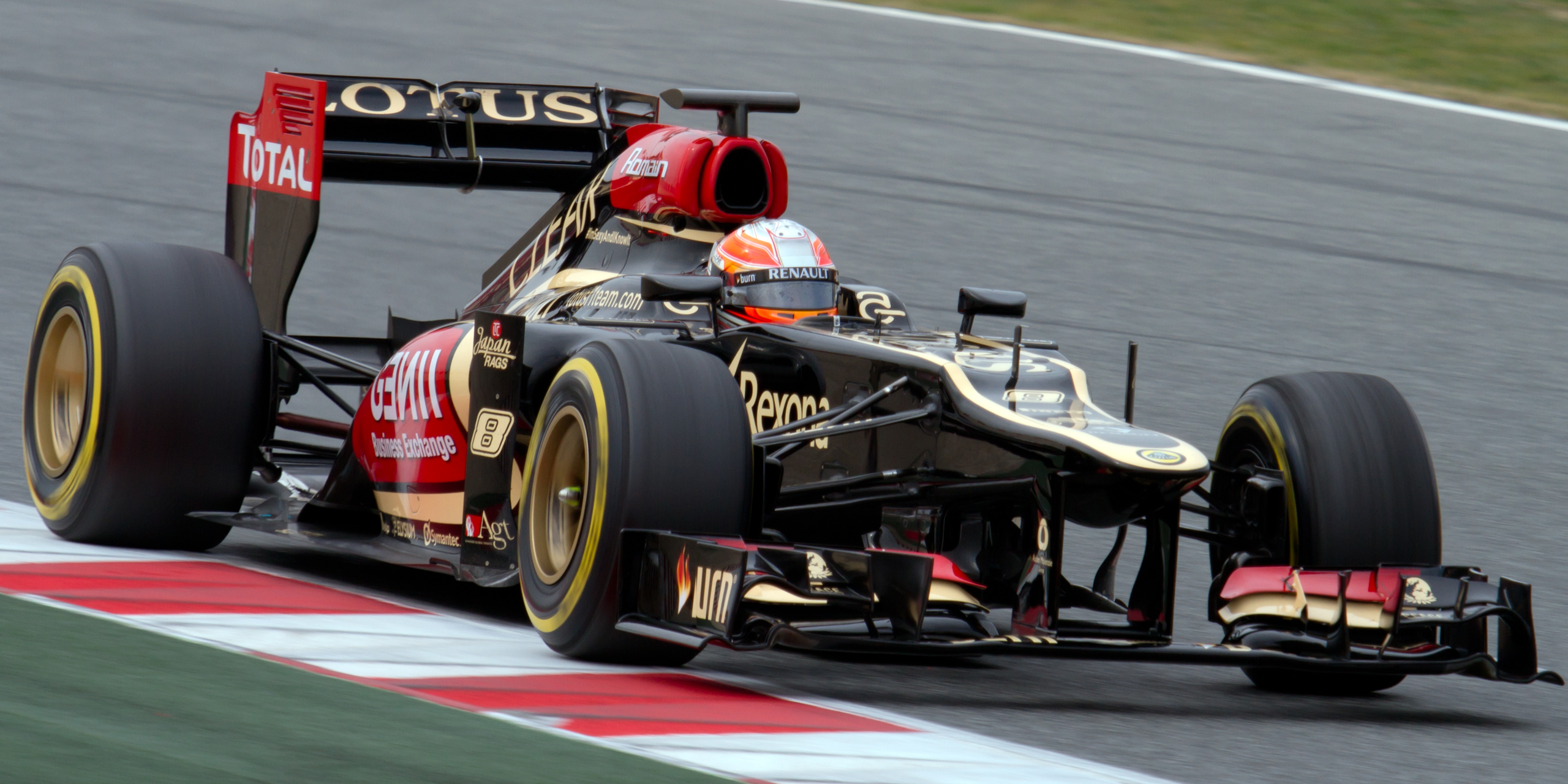
Ромен Грожан управляет E21 на тестах в Барселоне.

## История выступлений
Кими Райкконен   выиграл первую гонку сезона Гран-при Австралии, стартовав с седьмого места, и установил быстрейший круг.
Ромен Грожан финишировал  десятым.
На гран-при Малайзии Кими показал седьмое время,но был наказан стюардами потерей трех мест на стартовой решетке ,за блоктровку Нико Росберга. Ромен стартовал одиннадцатым.В гонке же Кими потерял несколько позиций на старте,затем начал отыгрывать их обратно,но болиду E-21 на этой трассе не хватало максимальной скорости на прямых , и обгоны для Кими были затруднены.Райкконен финишировал седьмым,а Грожан шестым.
В Китае Кими квалифицировался на первом ряду, впервые с гран-при Монако 2009. Но на старте уступил две позиции пилотам Феррари. Совершив первый пит-стоп Кими пробовал атаковать болид  Серхио Переса, но  повредил носовой обтекатель.Однако повреждение оказалось не существенным и не оказало влияние на прижимную силу. За  счет более раннего второго пит-стопа смог опередить Льюиса Хэмилтона и  прийти к финишу на втором месте. Ромен же стартовал шестым, но не смог удержаться впереди и финишировал девятым.

## Результаты выступлений в Формуле-1
| Легенда к таблице |                                                                    |
| --- | ------------------------------------------------------------------ |
| В таблице перечислены результаты всех Гран-при Формулы-1, в которых использовался автомобиль. Строками таблицы являются сезоны, столбцами — этапы чемпионата мира. В каждой клетке указаны сокращённое название этапа и результат, дополнительно обозначенный цветом. Расшифровка обозначений и цветов представлена в нижеследующей таблице. |                                                                    |
| \| Пример \| Описание \| \| ------------ \| ------------------------------------------------------------------ \| \| 1 \| Победитель \| \| 2 \| Второе место \| \| 3 \| Третье место \| \| 5 \| Финишировал, заработав очки \| \| Сход \| Не финишировал, но при этом заработал очки \| \| 12 \| Финишировал, не получив очков \| \| НКЛ \| Финишировал, но не попал в финальную классификацию \| \| 15 \| Участвовал вне зачёта, либо по отдельной классификации \| \| 18 \| Не финишировал, но попал в финальную классификацию \| \| Сход \| Не финишировал \| \| НКВ \| Не прошёл квалификацию \| \| НПКВ \| Не прошёл предквалификацию \| \| ДСК \| Дисквалифицирован \| \| ИСК \| Исключён из протокола соревнований \| \| ТТ \| Заявлен для участия только в тренировках \| \| НС \| Участвовал в квалификации, но не стартовал в гонке \| \| Т \| Травмирован или болен \| \| ОТК \| Отказ от участия \| \| НТР \| Прибыл на соревнования, но на трассу не выезжал \| \| НПР \| Был заявлен в числе участников, но не прибыл к началу соревнований \| \| О \| Соревнования отменены \| \| \| Не участвовал \| \| Поул-позиция \| \| \| Быстрый круг \| \| |                                                                    |
| Пример | Описание                                                           |
| 1 | Победитель                                                         |
| 2 | Второе место                                                       |
| 3 | Третье место                                                       |
| 5 | Финишировал, заработав очки                                        |
| Сход | Не финишировал, но при этом заработал очки                         |
| 12 | Финишировал, не получив очков                                      |
| НКЛ | Финишировал, но не попал в финальную классификацию                 |
| 15 | Участвовал вне зачёта, либо по отдельной классификации             |
| 18 | Не финишировал, но попал в финальную классификацию                 |
| Сход | Не финишировал                                                     |
| НКВ | Не прошёл квалификацию                                             |
| НПКВ | Не прошёл предквалификацию                                         |
| ДСК | Дисквалифицирован                                                  |
| ИСК | Исключён из протокола соревнований                                 |
| ТТ | Заявлен для участия только в тренировках                           |
| НС | Участвовал в квалификации, но не стартовал в гонке                 |
| Т | Травмирован или болен                                              |
| ОТК | Отказ от участия                                                   |
| НТР | Прибыл на соревнования, но на трассу не выезжал                    |
| НПР | Был заявлен в числе участников, но не прибыл к началу соревнований |
| О | Соревнования отменены                                              |
| | Не участвовал                                                      |
| Поул-позиция |                                                                    |
| Быстрый круг |                                                                    |

| Сезон | Команда       | Двигатель                | Ш | Пилоты            | 1   | 2   | 3   | 4   | 5    | 6    | 7   | 8   | 9   | 10  | 11   | 12  | 13   | 14  | 15  | 16  | 17   | 18  | 19   | Место | Очки |
| ----- | ------------- | ------------------------ | - | ----------------- | --- | --- | --- | --- | ---- | ---- | --- | --- | --- | --- | ---- | --- | ---- | --- | --- | --- | ---- | --- | ---- | ----- | ---- |
| 2013  | Lotus F1 Team | Renault RS27-2013 2,4 V8 | P |                   | АВС | МАЛ | КИТ | БАХ | ИСП  | МОН  | КАН | ВЕЛ | ГЕР | ВЕН | БЕЛ  | ИТА | СИН  | КОР | ЯПО | ИНД | АБУ  | США | БРА  | 4     | 315  |
| 2013  | Lotus F1 Team | Renault RS27-2013 2,4 V8 | P | Кими Райкконен    | 1   | 7   | 2   | 2   | 2    | 10   | 9   | 5   | 2   | 2   | Сход | 11  | 3    | 2   | 5   | 7   | Сход |     |      | 4     | 315  |
| 2013  | Lotus F1 Team | Renault RS27-2013 2,4 V8 | P | Хейкки Ковалайнен |     |     |     |     |      |      |     |     |     |     |      |     |      |     |     |     |      | 14  | 14   | 4     | 315  |
| 2013  | Lotus F1 Team | Renault RS27-2013 2,4 V8 | P | Ромен Грожан      | 10  | 6   | 9   | 3   | Сход | Сход | 13  | 19  | 3   | 6   | 8    | 8   | Сход | 3   | 3   | 3   | 4    | 2   | Сход | 4     | 315  |